# 庚申堂 (奈良市)

庚申堂

庚申堂（こうしんどう）は、奈良市のならまちの中心にあり、「庚申さん」と呼ばれる。庚申信仰の奈良の拠点であり、青面金剛像を祭祀する祠であり、西新屋町の会所を兼用する。幕末か明治頃の堂建物がかつてあったが老朽化して、平成時代に建て替えられた。間口2間、奥行2間半、切妻造平入、本瓦葺で、敷地建ぺい率100パーセントで建つ。正面は全面格子戸で、8畳の座敷に須弥壇を置き、中央に青面金剛像、左右に吉祥天女像と地蔵菩薩像を祀る。また、青面金剛の使いの猿を型どったお守りは、魔除けとして、町内の家々の軒先に吊るされている。大きいのが大人、小さいのが子供とされ、家族構成に合わせて吊るされている。また、町内から転出した家族の分の猿は、庚申堂に預けられて、転出者と町との精神的な絆を保っている。町内の住民の災いを代わりに受けることから、「身代わり猿」と呼ばれ、また、帯の背中部分に願い事を書いて吊るせば願いが叶うとされ、「願い猿」とも呼ばれ、赤い小さい座布団の四隅を折り曲げて結びつけ、1つの間に丸い頭を付けたもので、手足をくくられた猿が頭を垂れて体を屈曲させた姿を表す形で、帯以外は大和小泉庚申堂や八坂庚申堂のくくり猿の形状と同様である。
毎年3月の第2日曜と11月23日に、「庚申まつり」が行なわれ、過去には三尸の虫の嫌いなコンニャクを食べて虫封じをする習わしから、参拝者に大根とこんにゃくの田楽がふるまわれてきたが、現在は食品衛生法上の理由から中止されている。

## 起源と歴史
庚申縁起に見える伝承によれば、文武天皇代に疫病が流行した時に、元興寺の護命僧正が祈祷していると、1月7日になって、青面金剛が現われ、「汝の至誠に感じいったので、悪病を祓おう」と言って消え去った。その後、間もなく悪病がおさまった。その感得の日が「庚申の年」の「庚申の月」の「庚申の日」であったとされる。それ以来、この地に青面金剛を祀り、三尸の虫を退治し、息災に暮らすことを念じて人々が講を作って供養したと伝えられている。
実際は、庚申堂も奈良町の一部で、元興寺の大半が焼失して建物が建てられ奈良町の中心部が成立した室町時代以降ということになる。 江戸時代には、現世利益があると庚申信仰が広まり、「庚申」の日の夜には寝ずに一夜を明かす守庚申を行った。そして、くくり猿信仰が生まれた。

## 文化財
- 青面金剛像（本尊） - 木造彩色
- 吉祥天女像
- 水子地蔵
- 千体地蔵

## 所在地
奈良市西新屋町39
- 身代わり申が祈祷・授与される奈良町資料館（西新屋町14）および吉祥堂（14、15附近）のすぐ近くにある

## ギャラリー

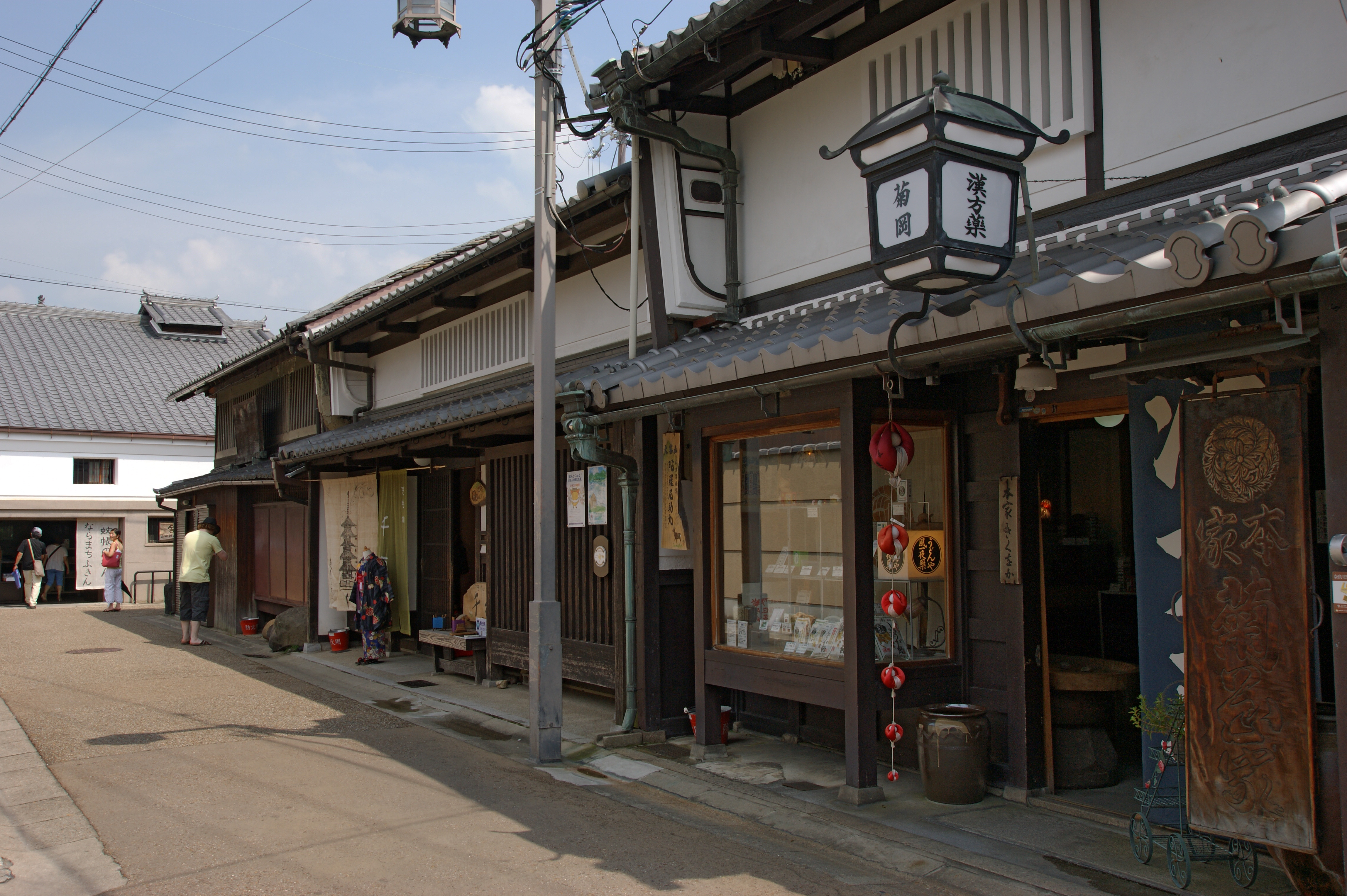
家の軒先に吊るされたお守り
庚申堂の屋根上には見ざる、言わざる、聞かざるの像が並ぶ
屋根上の左手前は親猿、右手前には子猿の像が居座る

## 交通アクセス
- JR奈良駅から徒歩20分
- 近鉄奈良駅から徒歩15分